# I'm an Albatraoz
I'm an Albatraoz is een single van de Zweedse dj AronChupa uit 2014.

## Achtergrond
I'm an Albatraoz is geschreven en geproduceerd door AronChupa. De vocalen op het nummer zijn van het zusje van de dj, Little Sis Nora. Zij staat echter niet als artiest toegeschreven bij het lied. De zangeres vertelt in het nummer over een muis. Het nummer was de grote doorbraak, en wat later bleek ook de enige grote hit, van AronChupa, welke eerst deel uitmaakte van de band Albatroaz. In heel Europa was het nummer te vinden in de hitlijsten, met nummer één noteringen in het thuisland van de dj en Denemarken. Ook in Nederland en België was het een succes, met een tweede plaats in de Single Top 100, een vierde plaats in de Top 40 en in de Ultratop-lijst van Wallonië en een zesde plaats in dezelfde lijst van Vlaanderen. Het nummer bereikte ondanks zijn Europese succes niet de Billboard Hot 100. Mede door de populariteit verklaarde AronChupa dat hij het nummer zo vaak had gehoord en gedraaid dat hij zelf het nummer niet meer leuk vond.